# Steenkolenmijn Valkenburg

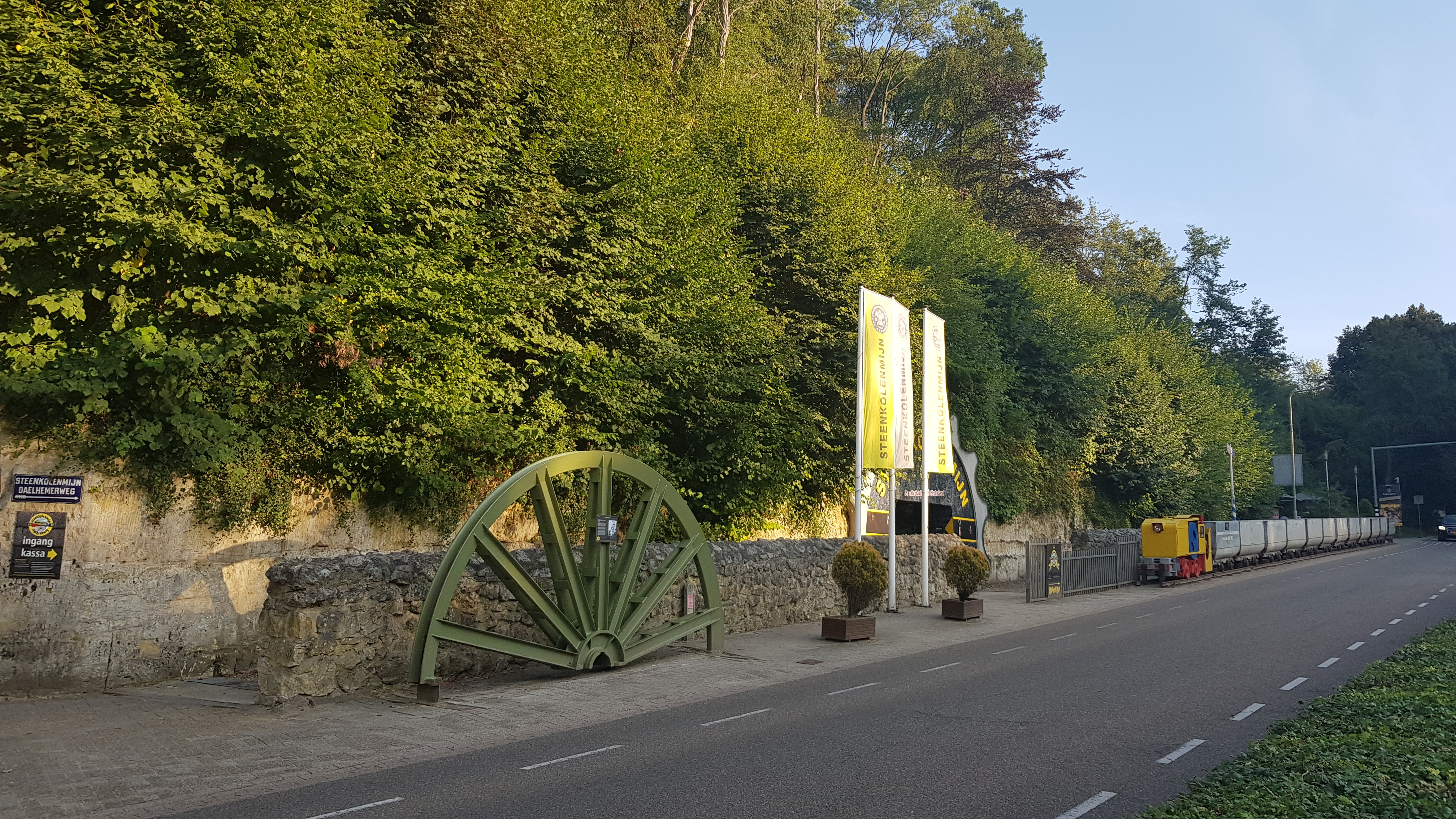
Ingang museum

De Steenkolenmijn Valkenburg, voorheen Model-Steenkolenmijn Valkenburg, is een gereconstrueerde steenkolenmijn in de Nederlands-Limburgse plaats Valkenburg in de gemeente Valkenburg aan de Geul. Ze is gesitueerd in een deel van de Daalhemergroeve, een oude mergelgroeve, waarvan het uiterlijk is aangepast om op een kolenmijn te lijken, onder andere door het plaatsen van materialen en machines uit de vanaf 1966 t/m 1974 gesloten Limburgse steenkoolmijnen. De ingang is aan de Daalhemerweg. Tegenover de Steenkolenmijn ligt de Roebroekgroeve. Achter en boven de steenkolenmijn ligt het Vogelbos.

## Geschiedenis
In 1916 werd op initiatief van Emile Caselli een voor bezoekers toegankelijke modelsteenkolenmijn ingericht in een oude, door blokbrekers ontgonnen mergelgroeve in het destijds als toeristenplaats in opkomst zijnde Valkenburg. De achtergrond hiervan was dat de toen nog volop in bedrijf zijnde kolenmijnen in Limburg veel aanvragen kregen voor bezoeken ondergronds, maar deze niet konden inwilligen omdat het daar te gevaarlijk was voor bezoekers. Op 21 juli 1917 werd de Model-Steenkolenmijn Valkenburg geopend. Met hulp van het Staatstoezicht op de Mijnen werden steeds de nieuwste en modernste technieken uit de Nederlandse mijnen toegevoegd aan de presentatie in het museum. Vooral na december 1974, na de sluiting van de twee laatste Nederlandse steenkoolmijnen (de "Julia" in Eygelshoven en de "Oranje Nassaumijn I" in Heerlen), werd het museum aanzienlijk uitgebreid.

## Rondleiding en museum
De bezoeker begint de rondleiding in een filmzaal waar een oude promotiefilm van Staatsmijnen, opgenomen in 1970 op de Staatsmijn Emma, De mannen van de 546, wordt vertoond. Dit is een bedrijfsfilm, gemaakt in opdracht van DSM, die het dagelijkse werk van mijnwerkers toont zoals zich dat 546 meter onder de grond afspeelde. In de film worden verder de technieken om steenkool te winnen uitgelegd en getoond. Na afloop van de film worden de bezoekers opgehaald door een van de oud-mijnwerkers om de mijn in te gaan. Hier krijgt men een rondleiding van ongeveer één uur waarin het werk dat de mijnwerkers verrichtten wordt uitgelegd, o.a. door de uit ervaring sprekende gids en door middel van demonstraties van machines die vroeger in de Zuid-Limburgse steenkoolmijnen gebruikt zijn.
Naast de rondleiding in de mijn kan een bezoek gebracht worden aan het museum, waar fossielen uit het krijt en carboon te zien zijn, en mijnmateriaal zoals onder andere de schiethouwer en de mijnmeters. Ook zijn er diverse mijnlampen te zien. Het topstuk van de fossielencollectie is een 185 centimeter lange onderkaak van een Mosasaurus.

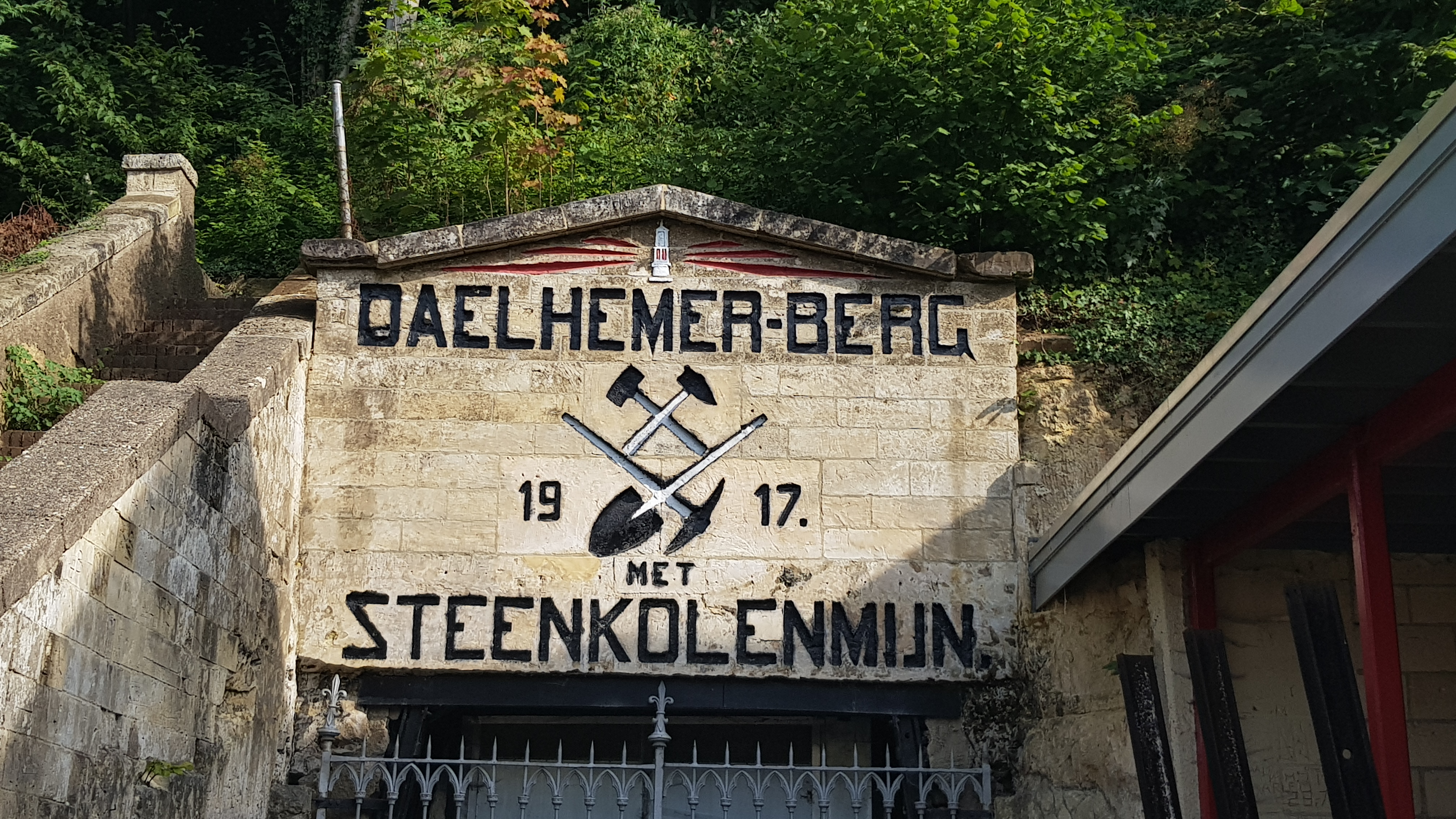
Opschrift (het woord 'Model' is vervangen door 'met')
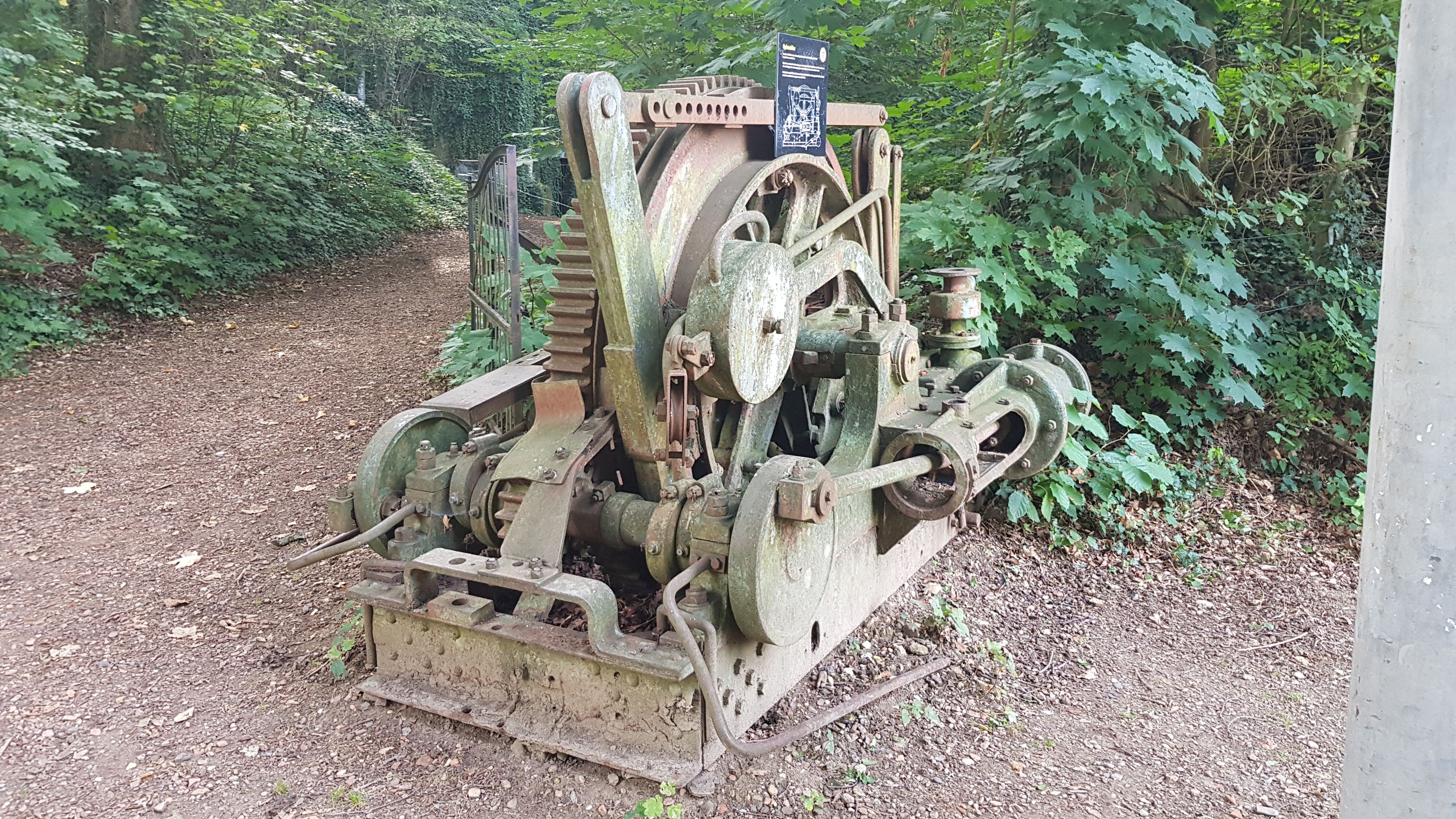
Oude opbraaklier
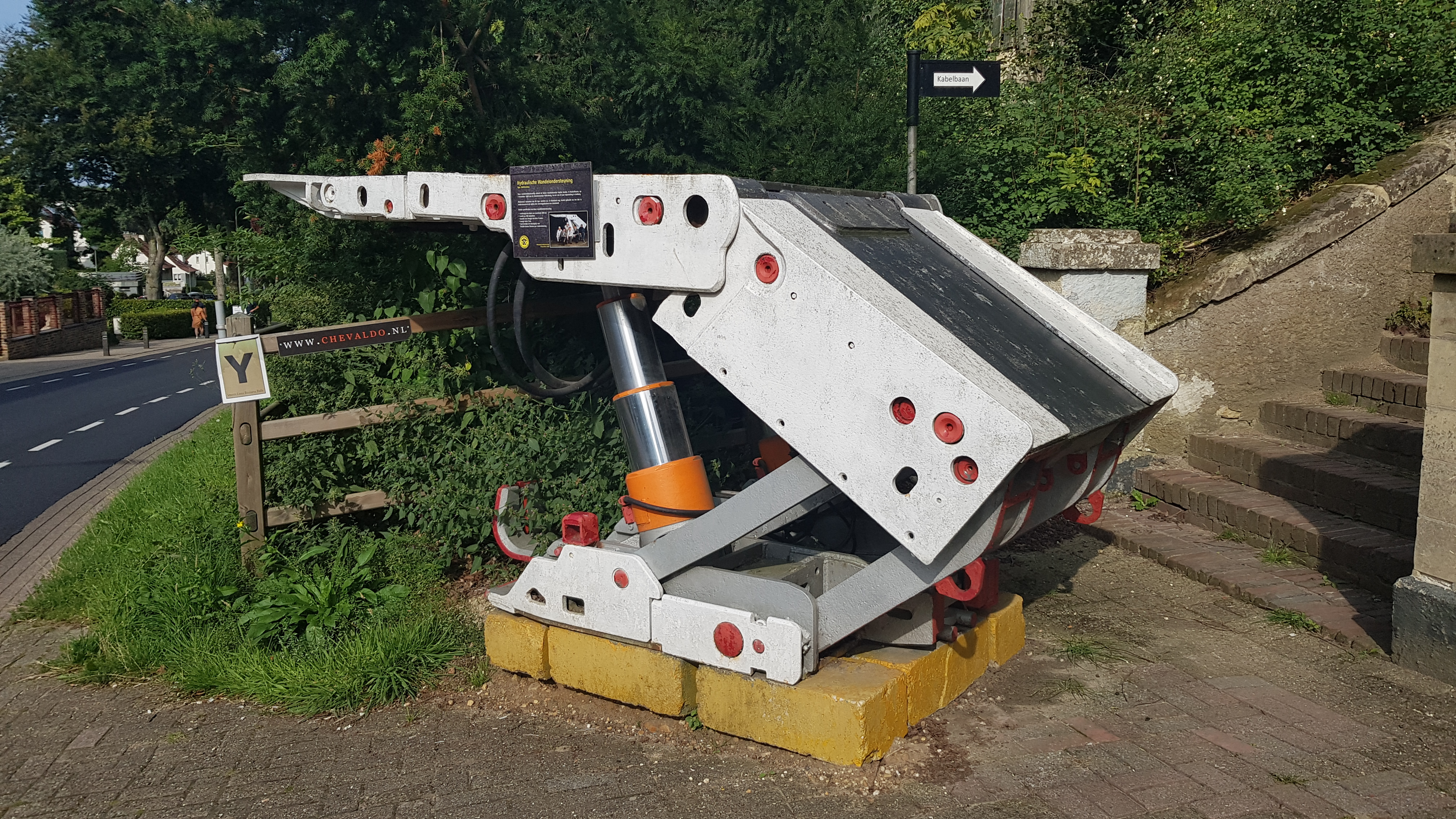
Hydraulische wandelondersteuning